# 勒式交易
勒式交易（Strangle）是一種選擇權及權證的交易策略。運用此法時，只要付出相對低額的成本，當標的商品之價格有大漲或大跌情形時能獲得收益。當標的商品價格大致上呈現膠著不動，時間價值方面的損失會逐漸吃掉所付出的成本。
在選擇權操作方面，可分為「買進勒式」與「賣出勒式」。

## 買進勒式

買進勒式策略的損益（Payoffs）曲線圖

買進勒式（Long Strangle）需同時購買相同標的之「認購選擇權（Call Option）」與「認售選擇權（Put Option）」。此二期權具有不同「履約價」。當標的價格變動甚大（大漲或大跌）時，整個選擇權組合則能獲利。當交易者預期標的價格即將有劇烈波動，但不知道是往漲的方向或跌的方向時，可以採用此一買進策略。此策略風險有限（標的商品價格呈現膠著不動），最多損失掉買入認購選擇權與認售選擇權的本金，但是潛在獲利金額卻是無限。

## 賣出勒式
定義：同時賣出同一到期日之價外買權和賣權
適用時機：預期價格區間震盪
風險：無限
獲利：買權和賣權權利金